# Kvitøya
80°9′4″N 32°35′36″Ø / 80.15111°N 32.59333°Ø
Kvitøya er en ø som er en del af øgruppen Svalbard i Barentshavet nord for Norge. Øen ligger øst for øen Nordøstlandet, og det østligste punkt i Kongeriget Norge ligger på Kræmerpynten på Kvitøya, (33°31′05″ E). Øen er næsten helt dækket af is, deraf navnet. Der er kun isfrit på vest- og nordpynten af øen. Arealet er ca. 700 km²
Den blev første gang set af hollænderen Cornelis Giles i 1707, men den første sikre observation af øen er fra 1876, af nordmanden Johan Kjeldsen. .
Hele øen er en del af Nordøst-Svalbard naturreservat.
Det var på Kvitøya i sommeren 1930 at mandskabet på fangstskuden «Brattvåg» fandt en sejldugsbåd, som hurtigt viste sig at være resterne efter Salomon August Andrées ekspedition. I 1897 havde han som mål at nå Nordpolen med ballon. Ligene af ekspeditionens medlemmer blev fundet på den isfrie vestpynt af øen. Mandskabet havde ikke udstyr til at klare sig gennem vinteren og omkom efteråret 1897.
Kvitøya spiller en central rolle i Jon Michelets roman Orions Bælte, og filmen med samme navn, hvor mandskabet på en fragtbåd opdager dele af et sovjetisk våbensystem på øen.